# قلعة شكار (شيروان)
قلعة شکار (بالفارسية: قلعه شکار) هي مستوطنة تقع في إيران في قسم شیروان الريفي. يقدر عدد سكانها بـ 162 نسمة .